# Embalse del Marcet
El embalse del Marcet es una pequeña infraestructura hidráulica española construida sobre el arroyo del Marcet, situada en el término municipal de Granera, en la comarca del Moyanés, provincia de Barcelona, Cataluña. 
Está situado en el sector central-oriental del término de Granera, al oeste del núcleo de población, junto a la Fábrica del Marcet.